# Haley Randall
Pour les articles homonymes, voir Randall.
Haley Randall est une joueuse américaine de hockey sur gazon. Elle évolue au poste de milieu de terrain au Saints Field Hockey et avec l'équipe nationale américaine.

## Biographie
- Naissance le 5 juillet 1998 à Virginia Beach.
- Élève à l'Université Duke.

## Carrière
Elle a fait ses débuts en équipe première le 15 mai 2021 contre la Belgique à Anvers lors de la Ligue professionnelle 2020-2021 et elle arrête le 3 avril 2022 après son match de Ligue professionnelle 2021-2022 contre les Pays-Bas à Amsterdam.